# Arquidiócesis de Tuguegarao
La arquidiócesis de Tuguegarao (en latín: Archidioecesis Tuguegaraoana, en inglés: Roman Catholic Archdiocese of Tuguegarao y en tagalo: Arkidiyosesis ng Tuguegarao) es una circunscripción eclesiástica de la Iglesia católica en Filipinas. Se trata de una arquidiócesis latina, sede metropolitana de la provincia eclesiástica de Tuguegarao. Desde el 18 de octubre de 2019 su arzobispo es Ricardo Lingan Baccay.

## Territorio y organización

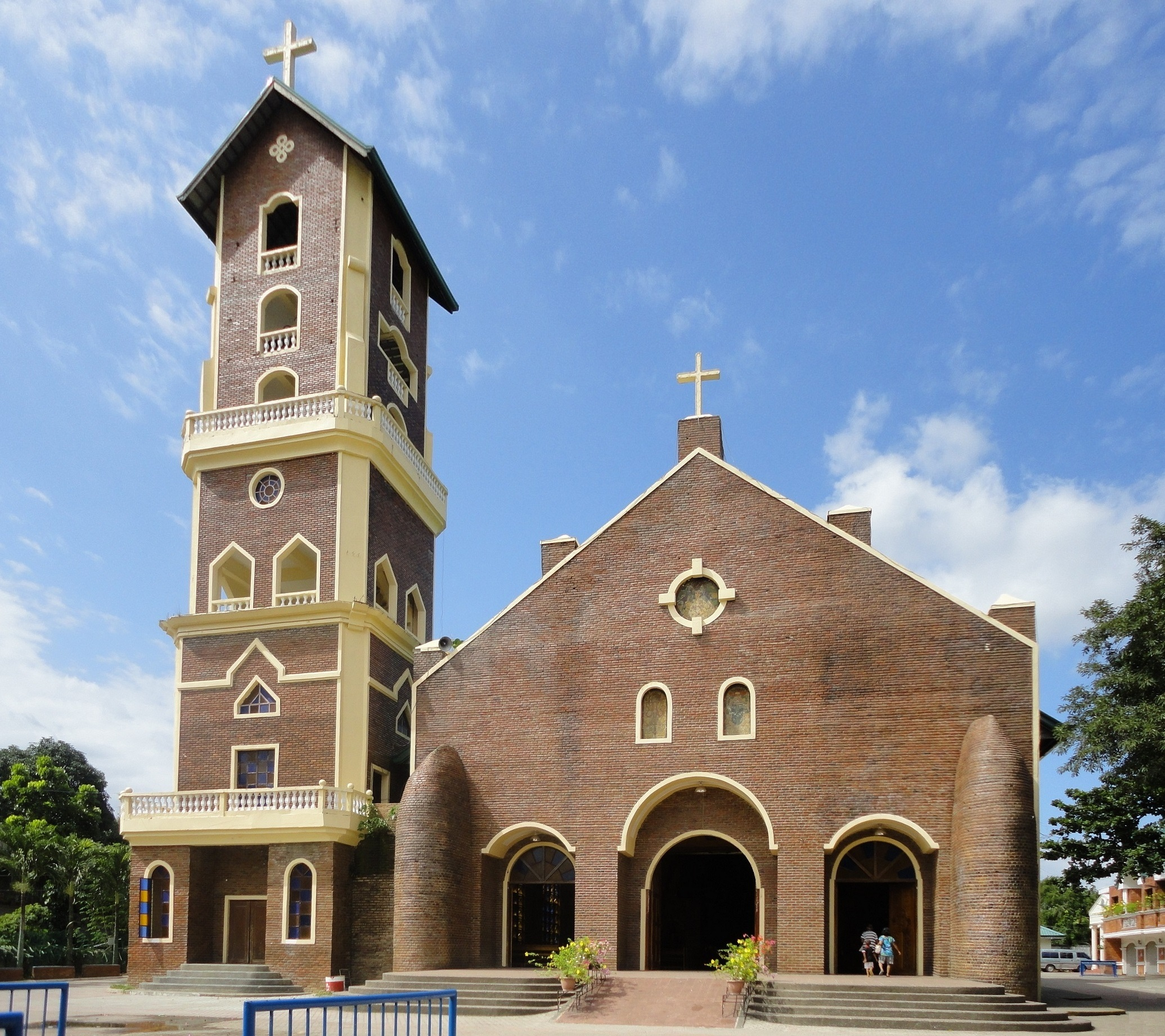
Basílica menor de Nuestra Señora de Piat

La arquidiócesis tiene 9297 km² y extiende su jurisdicción sobre los fieles católicos de rito latino residentes en la provincia de Cagayán de la región de Valle del Cagayán en la isla de Luzón.
La sede de la arquidiócesis se encuentra en la ciudad de Tuguegarao, en donde se halla la Catedral de San Pedro y San Pablo. En Lal-lo se encuentra la iglesia de Santo Domingo, que fue la primera catedral de la diócesis de Nueva Segovia (hoy arquidiócesis). En Piat se encuentra la basílica menor de Nuestra Señora de Piat.
La arquidiócesis tiene como sufragáneas a las diócesis de: Bayombong y Ilagan y a la prelatura territorial de Batanes. Además tiene agregado a la provincia eclesiástica el vicariato apostólico de Tabuk.
En 2020 en la arquidiócesis existían 50 parroquias.

## Historia
La diócesis de Tuguegarao fue erigida el 10 de abril de 1910, tomando el territorio de la diócesis de Nueva Segovia (hoy arquidiócesis de Nueva Segovia). Originalmente era sufragánea de la arquidiócesis de Manila.
El seminario diocesano, dedicado a san Jacinto, fue fundado en 1918.
El 30 de noviembre de 1950 cedió una parte de su territorio para la erección de la prelatura territorial de Batanes y las islas Babuyan (hoy prelatura territorial de Batanes) mediante la bula Ad faciliorem del papa Pío XII.
El 29 de junio de 1951 pasó a formar parte de la provincia eclesiástica de la arquidiócesis de Nueva Segovia.
El 7 de noviembre de 1966 cedió una porción de su territorio para la erección de la prelatura territorial de Bayombong (hoy diócesis de Bayombong) mediante la bula Patris instar del papa Pablo VI.
El 31 de enero de 1970 cedió otra porción de su territorio para la erección de la diócesis de Ilagan mediante la bula Quia urget Christi del papa Pablo VI.
El 21 de septiembre de 1974 la diócesis fue elevada al rango de arquidiócesis metropolitana con la bula Maximopere optantibus del papa Pablo VI.
El 6 de febrero de 2002 se amplió incorporando las islas Babuyán que pertenecían a la prelatura territorial de Batanes, mediante el decreto Quo aptius de la Congregación para los Obispos.

## Estadísticas
Según el Anuario Pontificio 2021 la arquidiócesis tenía a fines de 2020 un total de 1 607 800 fieles bautizados.
| Año                                                                             | Población            | Población | Población      | Sacerdotes | Sacerdotes    | Sacerdotes    | Bautizados por sacerdote | Diáconos permanentes | Religiosos | Religiosos | Parroquias |
| Año                                                                             | Bautizados católicos | Total     | % de católicos | Total      | Clero secular | Clero regular | Bautizados por sacerdote | Diáconos permanentes | Varones    | Mujeres    | Parroquias |
| ------------------------------------------------------------------------------- | -------------------- | --------- | -------------- | ---------- | ------------- | ------------- | ------------------------ | -------------------- | ---------- | ---------- | ---------- |
| 1950                                                                            | 500 000              | 673 550   | 74.2           | 69         | 41            | 28            | 7246                     |                      | 31         | 50         | 52         |
| 1970                                                                            | 467 806              | 553 567   | 84.5           | 60         | 41            | 19            | 7796                     |                      |            | 67         | 36         |
| 1980                                                                            | 574 687              | 696 522   | 82.5           | 65         | 38            | 27            | 8841                     |                      | 29         | 77         | 36         |
| 1990                                                                            | 715 000              | 875 000   | 81.7           | 71         | 50            | 21            | 10 070                   |                      | 21         | 98         | 37         |
| 1999                                                                            | 930 860              | 1 095 130 | 85.0           | 72         | 56            | 16            | 12 928                   |                      | 16         | 95         | 39         |
| 2000                                                                            | 963 715              | 1 204 643 | 80.0           | 68         | 54            | 14            | 14 172                   |                      | 14         | 89         | 39         |
| 2001                                                                            | 992 626              | 1 240 782 | 80.0           | 69         | 58            | 11            | 14 385                   |                      | 11         | 89         | 39         |
| 2002                                                                            | 1 033 323            | 1 291 654 | 80.0           | 68         | 57            | 11            | 15 195                   |                      | 11         | 85         | 39         |
| 2003                                                                            | 1 086 722            | 1 358 402 | 80.0           | 69         | 56            | 13            | 15 749                   |                      | 13         | 98         | 39         |
| 2004                                                                            | 1 259 610            | 1 488 098 | 84.6           | 78         | 60            | 18            | 16 148                   |                      | 18         | 101        | 42         |
| 2010                                                                            | 1 356 000            | 1 709 000 | 79.3           | 82         | 60            | 22            | 16 536                   |                      | 24         | 98         | 46         |
| 2014                                                                            | 1 461 000            | 1 841 000 | 79.4           | 90         | 68            | 22            | 16 233                   |                      | 23         | 103        | 48         |
| 2017                                                                            | 1 534 540            | 1 933 930 | 79.3           | 93         | 72            | 21            | 16 500                   |                      | 21         | 96         | 48         |
| 2020                                                                            | 1 607 800            | 2 026 240 | 79.3           | 95         | 75            | 20            | 16 924                   |                      | 20         | 91         | 50         |
| Fuente: Catholic-Hierarchy, que a su vez toma los datos del Anuario Pontificio. |                      |           |                |            |               |               |                          |                      |            |            |            |

## Episcopologio
- Maurice Patrick Foley † (1 de septiembre de 1910-6 de septiembre de 1916 nombrado obispo de Jaro)
- Santiago Caragnan Sancho † (5 de febrero de 1917-22 de abril de 1927 nombrado obispo de Nueva Segovia)
- Constancio Jurgens, C.I.C.M. † (27 de enero de 1928-6 de mayo de 1950 renunció[nota 2])
- Alejandro Ayson Olalia † (6 de mayo de 1950 por sucesión-28 de diciembre de 1953 nombrado arzobispo de Lipá)
  - Sede vacante (1953-1957)
- Teodulfo Sabugai Domingo † (29 de abril de 1957-31 de enero de 1986 retirado)
- Diosdado Aenlle Talamayan (31 de enero de 1986-15 de junio de 2011 retirado)
- Sergio Lasam Utleg (15 de junio de 2011-18 de octubre de 2019 retirado)
- Ricardo Lingan Baccay, desde el 18 de octubre de 2019